# Zattoo
Zattoo is een P2P-IPTV-dienst, waarmee mensen gratis en legaal televisie kunnen kijken via het internet zonder bijkomende hardware.
Zattoo werd ongeveer een jaar lang uitgetest in Zwitserland, waardoor alleen internetgebruikers in Zwitserland van de dienst gebruik konden maken. Intussen bieden ze er al meer dan 200 tv-zenders aan, en dat niet alleen in Zwitserland, maar ook in Groot-Brittannië, Denemarken, Frankrijk, Duitsland, Oostenrijk en Spanje.
Dankzij de P2P-technologie kan de dienst voor het grootste deel gratis worden aangeboden, maar daar staat wel tegenover dat de gebruiker in de toekomst geconfronteerd zal worden met reclame op het moment dat hij van de ene tv-zender naar de andere zapt. Om auteursrechtelijke redenen verschilt het aanbod van land tot land.
Het hele project wordt geleid door vooraanstaande medewerkers, verbonden aan de Universiteit van Michigan te Ann Arbor, Verenigde Staten.

## Zattoo in België
Sinds 1 maart 2009 is Zattoo niet meer beschikbaar in België. In een melding zeggen ze dat er 100.000 Belgische geregistreerde gebruikers zijn, maar dat dit niet genoeg is om de kosten eruit te halen. Mogelijk start Zattoo terug in België als er een lokale partner gevonden wordt.

### Aanbod voor sluiting
Laatste update: maart 2011 (211 zenders)
- ABC News Now
- Al Jazeera
- Aragón Televisión
- AutoMoto TV
- Bloomberg
- DW-TV
- ETB Sat
- Extremadura TV
- France 24
- France 24
- La Une

- La Deux
- Luxe.tv
- Russia Today
- SF info
- sumo.tv
- The Poker Channel
- TeleZüri
- TV8 Mont-Blanc
- TVP Polonia
- VT4
- VIJFtv